# Frauenkirche am Kreuzgang

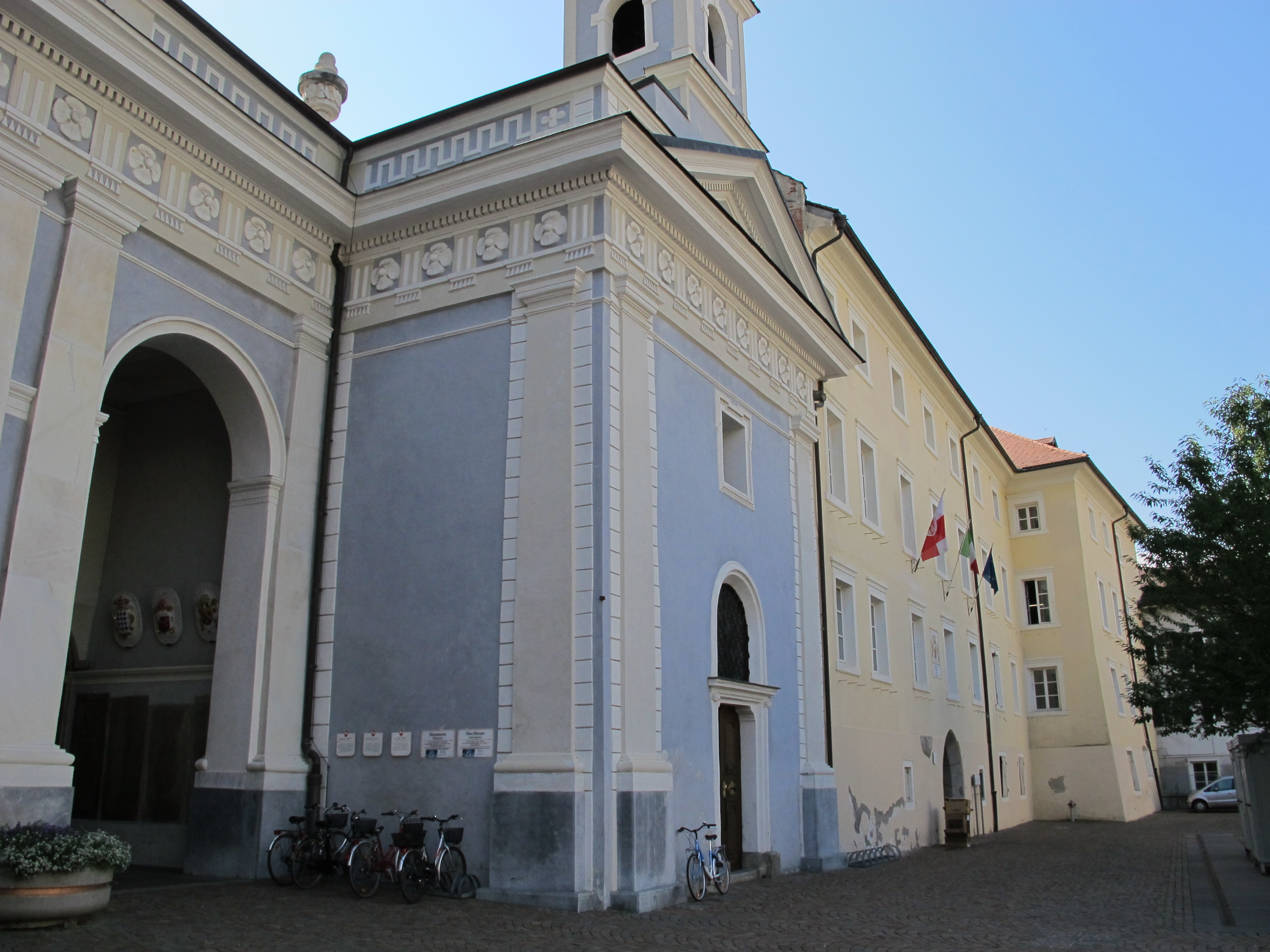
Frauenkirche am Kreuzgang

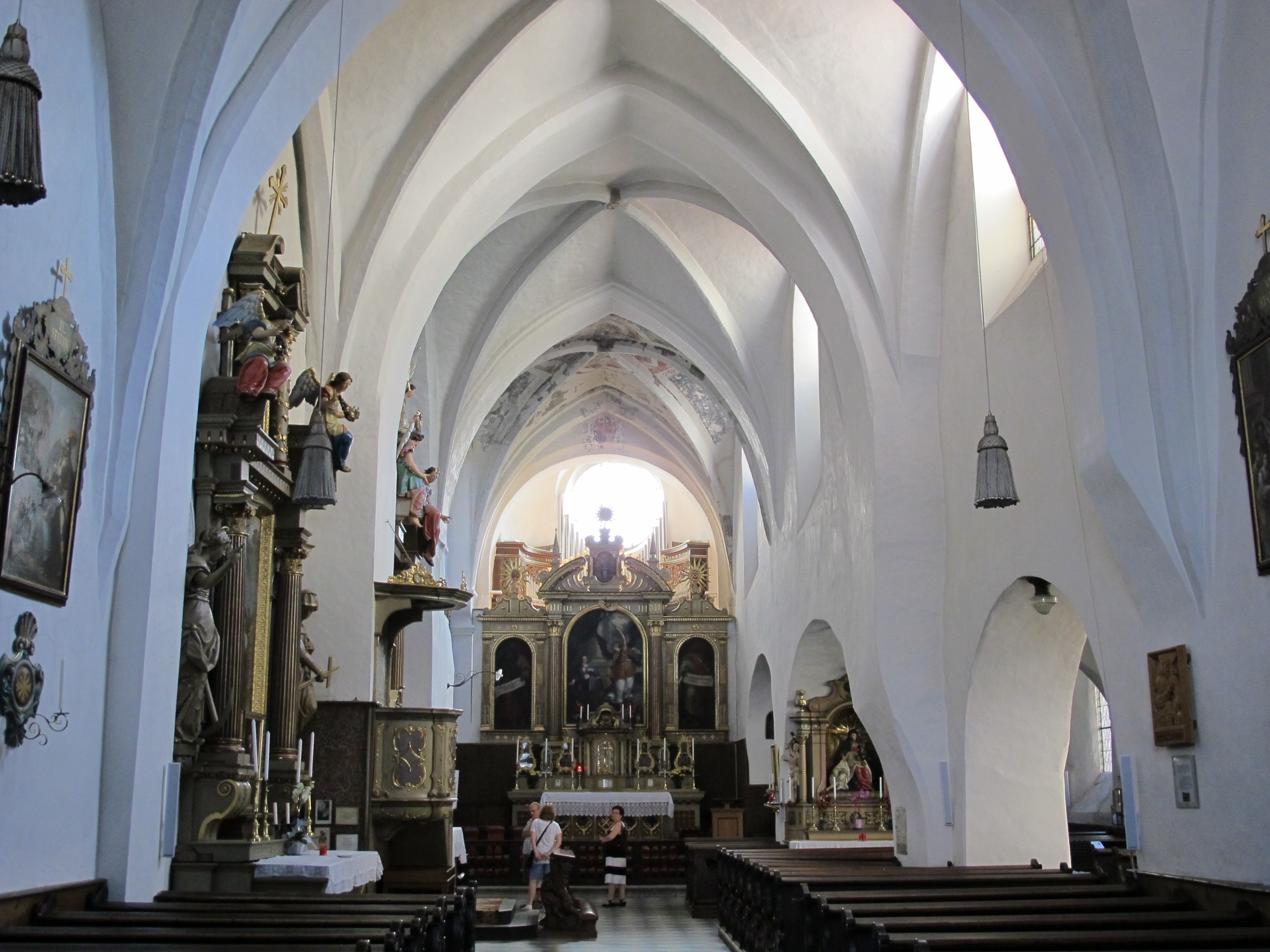
Innenraum mit Blick zum Hochaltar

Die Frauenkirche am Kreuzgang in Brixen, auch Unsere Liebe Frau im Kreuzgang genannt, ist eine Nebenkirche des Brixner Doms. 

## Geschichte und Ausstattung
Bischof Konrad von Rodank (1200–1216) ließ die Marienkapelle am Domkreuzgang erneuern und durch seinen Hofmaler Hugo um 1215 mit Fresken ausmalen. Er stiftete hier auch ein Kollegiatkapitel. Der Bischof selbst stürzte 1216 von einem Gerüst der Kapelle und starb.

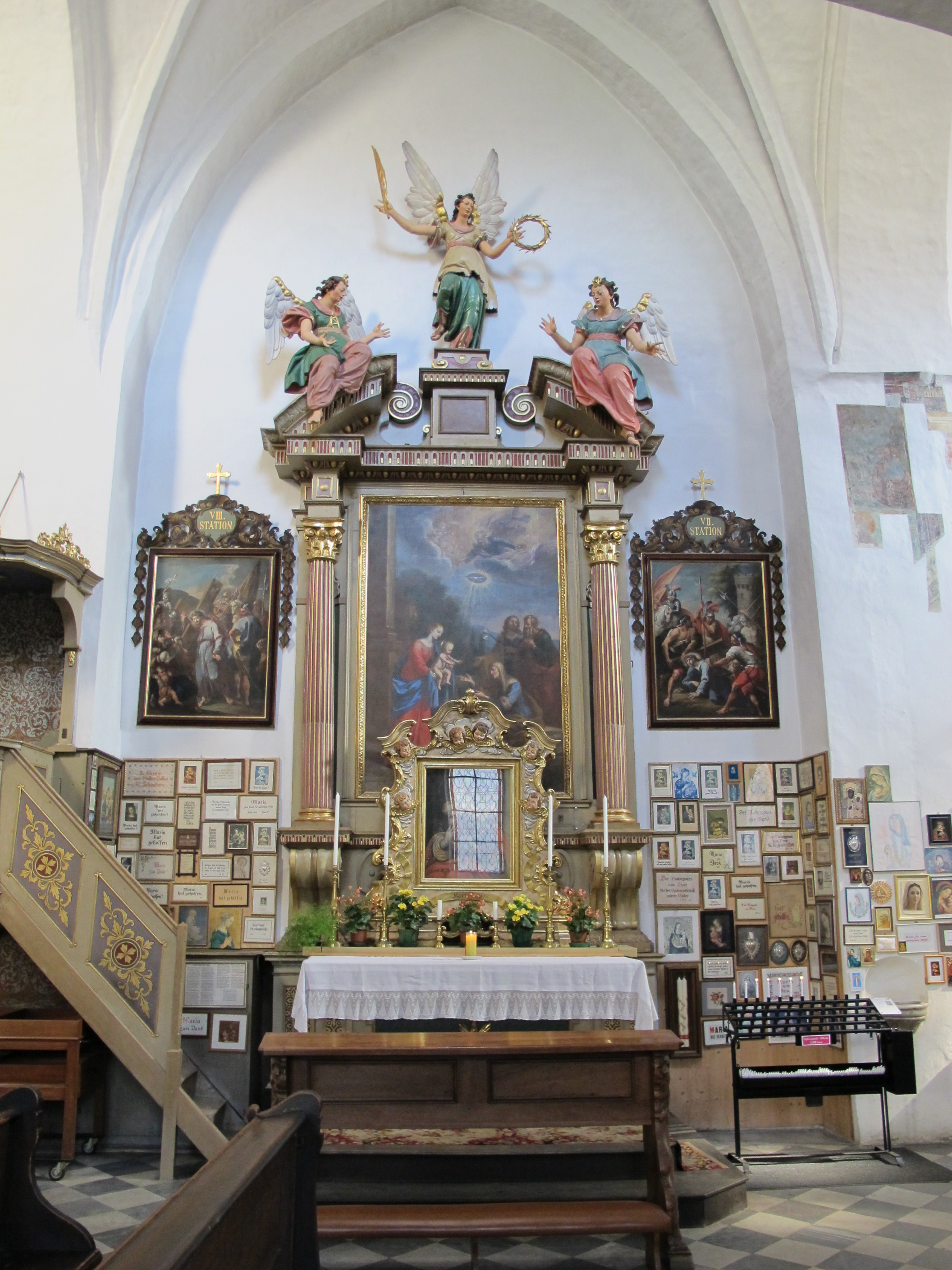
Magdalenenaltar von Polak

Die ursprüngliche Kirche war ein einschiffiger Raum mit Altarbereich und Rundapsis. An drei Seiten befand sich ein Holzbalkon, der vom Bischofshof im Obergeschoss zugänglich war. Die romanischen Fresken waren von hervorragender Qualität, wurden aber durch den Anbau des Westjochs nach 1270 und das Einsetzen der Kreuzgratgewölbe nach 1327 großteils zerstört. Dargestellt waren sieben Tugenden und Laster.
Ende des 18. Jahrhunderts wurde die Frauenkirche als Flügelelement der Fassade des Doms eingegliedert. Die Kirche besitzt heute vier Joche, das niedrigere Seitenschiff drei Joche. Die Altäre stammen alle aus dem 17. Jahrhundert. Der dreiteilige Hochaltar, die Verkündigung und die Aufnahme Mariens in den Himmel sowie die Propheten Jeremia und Micha wurde von Martin Theophil Polak um 1638 geschaffen. Ebenfalls von Polak stammt der erste Seitenaltar mit den Bildern der Kommunion und Himmelfahrt der hl. Maria Magdalena; die Skulpturen Glaube, Hoffnung und Liebe sind von Adam Baldauf. Ein weiterer Altar befindet sich am Pfeiler zum Nebenschiff und zeigt Skulpturen der Pietà und der Heiligen Sebastian und Rochus; ein Altar im Seitenschiff stellt die Madonna im Ährenkleid dar (1655) und einer den hl. Johannes Nepomuk. Volkstümlicher Verehrung erfreut sich die Pilgermadonna des Augustinus Valentin von 1898. Die Kreuzwegstationen stammen von Jakob Jennewein um 1734.

## Orgel
Hinter dem Hochaltar befindet sich eine Orgel, die im Kern auf ein 1648 bis 1649 von Daniel Herz erbautes Instrument zurückgeht. 1795 wurde die Orgel durch Peter Volgger aus Arbach saniert, verfiel aber im Laufe der Jahrhunderte zusehends. 2010 wurde die Orgel durch Hendrik Ahrend (Leer/Ostfriesland) restauriert und rekonstruiert. Sie hat 11 Register auf zwei Manualen und Pedal. Die Disposition:
| Manual I + II    |    |
| Principal        | 8′ |
| Octav            | 4′ |
| Quint            | 3′ |
| Superoctav       | 2′ |
| Mixtur IV        |    |
| Cimbel I         |    |
| Copel            | 8′ |
| Fleten Octav     | 4′ |
| Superoctav Fletn | 2′ |
| Tremulant        |    |

| Pedal   |     |
| Bordone | 16′ |
| Posaun  | 8′  |

Das Manualwerk wird vom II. Manual in Chortonlage gespielt (mit gebrochener Bassoktave und durchweg gebrochenen Obertasten in der kleinen und der eingestrichenen Oktave) und vom I. Manual im Kammerton (mit kurzer Bassoktave und einfachen Obertasten), Tonumfang C–c3 (im Kammerton bis d3). Das Pedalwerk ist chromatisch von C-c0 (im Kammerton bis d0) gebaut, mit einem Registerzug zur Transponierverschiebung vom Chorton zum Kammerton. Die Stimmung ist praetorianisch mitteltönig.